# Saint-Germain-des-Prés, Maine-et-Loire
Saint-Germain-des-Prés là một xã thuộc tỉnh Maine-et-Loire trong vùng Pays de la Loire phía tây nước Pháp. Xã này nằm ở khu vực có độ cao trung bình 29 mét trên mực nước biển.